# José María Gómez Alamá
José María Gómez Alamá (Valencia, 1815-Valencia, 1874) fue un médico y catedrático español, destacado por sus estudios y publicaciones sobre anatomía humana e histología.

## Biografía
Cursó los estudios de Medicina en la Universidad de Valencia, donde tuvo como profesor a Vicente Llobet Tomás, anatomista notable del primer tercio del siglo XIX. Finalizada su formación permaneció trabajando en la misma, donde alcanzó una de las dos cátedras de anatomía, la de anatomía descriptiva, en 1848 y se dedicó exclusivamente a la enseñanza el resto de su vida. Junto con Elías Martínez Gil, micrografista, contribuyó a la creación del museo de anatomía de la Universidad de Valencia y al uso del microscopio en la educación universitaria.
Fue autor de Compendio de anatomía descriptiva y elementos de la general, con nociones de anatomía microscópica (1868, dos volúmenes), reeditado y ampliado posteriormente como Tratado elemental de anatomía humana descriptiva, general y microscópica (1872, dos volúmenes). Ambas obras son consideradas los primeros manuales en español donde se aborda la anatomía microscópica y se defiende la teoría celular en la formulación básica de Xavier Bichat. También publicó otras obras académicas como Arte de disecar o Discurso sobre la importancia de la anatomía humana en sus relaciones con las artes, las ciencias y la religión, que reunió como separatas después en el Tratado elemental ... de 1872. Su trabajó influyó en los estudios que realizaría Santiago Ramón y Cajal, de cuyo padre, Justo Ramón Casasús, fue profesor de anatomía.
Finalmente, fue miembro de la Real Academia de Medicina de Valencia, que llegó a presidir desde 1869 hasta su fallecimiento.